# Космос-2368
Космос-2368 је један од преко 2400 совјетских вјештачких сателита лансираних у оквиру програма Космос.
Космос-2368 је лансиран са космодрома Плесецк, Русија, 27. децембра 1999. Ракета-носач Молнија је поставила сателит у орбиту око планете Земље. 